# 波子 (狗)
波子（英語：Balltze，2011年1月9日—2023年8月18日）是一隻來自香港的柴犬，是網絡迷因「Cheems」的主角。

## 簡介
波子於2011年1月9日出生。在牠一歲時，其原主人由於移民海外而將牠交由其任職時裝設計師的朋友Kathy領養。她的哥哥以其喜歡的飲料「彈珠汽水」為牠命名，被主人暱稱為「波波」。
2022年5月，波子被診斷出患有胰腺炎，於同年6月康復。然而於2023年5月，牠的主人表示牠患有嚴重的呼吸道疾病。2023年8月18日，波子的主人在Instagram宣佈牠在接受胸膜腔抽液手術時去世，終年12歲，逝世前牠同時患有癌症。而Kathy曾在2020年接受《Know Your Meme》訪問時表示，她希望未來「（Cheems）迷因淡去，Doge永恒。請記得我叫『波子』，而不是『Cheems』或『cheemsburger』，我只叫波子。」
波子逝世後，主人Kathy在2024年10月收養了另一隻柴犬，並以漫畫《鏈鋸人》的角色波奇塔命名。

## Cheems迷因

Cheems在波蘭弗罗茨瓦夫的同志遊行中出現。注意標語中將równość （平等）一詞拼写为rómwność。

在網絡迷因中，波子被外國網民稱為Cheems，在中国大陆和臺灣亦被稱為「小廢柴」、「廢柴狗」。Cheems被網民塑造成一隻喜愛吃芝士漢堡（cheemsburgers）、且有語言障礙的狗，所有字後面都有個m音。此迷因源於主人於2017年9月4日於Instagram上發佈一張牠坐在地上的照片，於2019年6月左右被Reddit網民發佈到r/dogelore版塊上。
Cheems亦在「Swole Doge vs Cheems」迷因中出現。該迷因中左面的肌肉Doge代表某事物在昔日的強勢，而右面的Cheems代表該事物現時的弱勢，於2019冠状病毒病疫情期間爆紅，例如香港就有網民以此格式諷刺政府於疫情期間禁止晚市堂食的措施。而另一哏圖格式則以《哥吉拉大戰金剛》為題材，第一格中的哥斯拉與金剛代表了兩个不相伯仲的概念，而在第二格中手持球棒追著他們打的Cheems是將此兩者輾壓的第三個概念。 
2020年，又有另一個與Cheems相關的迷因誕生。在此格式的哏圖中，Cheems用球棒打另一隻狗，发出“bonk”的聲音，同时说“滾去色色監獄”（英語：Go to horny jail），被網民用於回应性暗示訊息。《衛報》記者Caleb Quinley留意到有人在2021年缅甸反军事政变示威中使用這張圖片。
Cheems迷因亦在西班牙語圈十分流行，有（這沒可能）和（這讓我感到蕉綠）等對白。西班牙廣播電視公司曾於2021年表示：「一個迷因顯然勝於千字，而Cheems和Doge現已成為網絡文化的一部分，牠們不斷自我重塑，為我們的生活添上色彩或者讓我們找到自己的位置。”主人Kathy在《Know Your Meme》的訪問中表示表示本人最喜欢的Cheems哏圖就是由西班牙語圈人士製作的，當中Cheems正在洗澡，說：“你能繼續滑手機嗎？我在喜早（洗澡）呢。”（¿Podrías seguir bajando? Es que me estoy bamñamdo (bañando).）。 
波子爆紅初期，Kathy表示她當時有點招架不住，一方面是因為此迷因帶有荒誕和讽刺的本質令她難以接受，另一方面她在波子爆紅後收到大量粉絲的視像電話，更有人向她提出一些不合理的要求。後來她看見外國有人發售Cheems的商品後，決定自己也成立網店，與一家管理公司以及另一家美國玩具公司合作，推出T恤、手辦等各種商品，收益則捐贈香港本地的非牟利寵物機構。
有人以Cheems迷因為基礎，推出Cheems Inu和Cheemscoin等加密货币。 《国际财经时报》的Parth Dubey認為，這些加密貨幣“人們想要的狗狗主題加密幣”（a number of wannabe dog-themed coins）之一，與狗狗币和柴犬幣競爭。 